# Polska na Letniej Uniwersjadzie 2019
Polska na Letniej Uniwersjadzie 2019 – polska reprezentacja występująca na Letniej Uniwersjadzie 2019 w Neapolu rozegranej w dniach 3–14 lipca.
Chorążym podczas ceremonii otwarcia uniwersjady został siatkarz Paweł Halaba.

## Medaliści
Pierwszy złoty medal zdobyły Natalia Kochańska, Katarzyna Komorowska i Aneta Stankiewicz, które wygrały zawody drużynowe w strzelaniu z karabinu pneumatycznego z 10 metrów. Następnego dnia brąz w szermierce zdobył Wojciech Kolańczyk, który przegrał w półfinale z Czechem Martinem Rubešem 13:15 w turnieju szpadzistów. Kolejny brązowy medal w szermierce zdobyły Anna Mroszczak, Kamila Pytka, Martyna Swatowska i Jagoda Zagała, które w pojedynku o trzecie miejsce, pokonały reprezentantki Francji 45:43. Tym samym powtórzyły sukces sprzed dwóch lat.
Piątego dnia brązowy medal zdobył Filip Zaborowski w wyścigu pływackim na dystansie 800 metrów stylem dowolnym. Tego samego dnia złoto w pchnięciu kulą zdobył Konrad Bukowiecki, który z wynikiem 21,54 metrów ustanowił nowy rekord uniwersjady. Dzień później brąz zdobyła Patrycja Adamkiewicz w taekwondo w kategorii do 57 kg, przegrywając w półfinale z Kim Yu-jin z Korei Południowej.
W siódmym dniu kolejny złoty medal zdobył Michał Rozmys, który wygrał lekkoatletyczny bieg na 1500 metrów. Dzień później złoto zdobyła Alicja Konieczek w biegu na 3000 metrów z przeszkodami. Wcześniej brąz zdobyli Patryk Dobek w biegu na 400 metrów przez płotki oraz Klaudia Kardasz w pchnięciu kulą.
Podczas przedostatniego dnia zmagań lekkoatletycznych w rzucie młotem srebrny medal zdobyła Malwina Kopron, zaś brązowy – Katarzyna Furmanek. Następnego dnia brąz w teakwondo zdobyły Patrycja Adamkiewicz, Gabriela Dajnowicz, Magdalena Leporowska i Karolina Ziejewska w rywalizacji drużynowej. W półfinale przegrały z reprezentantkami Chińskiego Tajpej. Na stadionie lekkoatletycznym brązowy medal zdobyła męska sztafeta 4 × 400 metrów, którą w finale reprezentowali kolejno Wiktor Suwara, Dariusz Kowaluk, Kajetan Duszyński i Patryk Dobek. W eliminacjach wystąpił również Patryk Adamczyk. Na zakończenie srebro zdobyli polscy siatkarze w rywalizacji mężczyzn, przegrywając w finale 2:3 z reprezentacją Włoch.
| Medal  | Zawodnik | Dyscyplina     | Konkurencja                           | Data     |
| ------ | --- | -------------- | ------------------------------------- | -------- |
| złoto  | Natalia Kochańska Katarzyna Komorowska Aneta Stankiewicz | Strzelectwo    | Drużynowy karabin pneumatyczny z 10 m | 4 lipca  |
| złoto  | Konrad Bukowiecki | Lekkoatletyka  | Pchnięcie kulą                        | 8 lipca  |
| złoto  | Michał Rozmys | Lekkoatletyka  | Bieg na 1500 m                        | 10 lipca |
| złoto  | Alicja Konieczek | Lekkoatletyka  | Bieg na 3000 m z przeszkodami         | 11 lipca |
| srebro | Malwina Kopron | Lekkoatletyka  | Rzut młotem                           | 12 lipca |
| srebro | Damian Domagała Paweł Halaba Bartosz Filipiak Michał Kędzierski Bartłomiej Lemański Bartłomiej Lipiński Mateusz Masłowski Patryk Niemiec Jan Nowakowski Kamil Semeniuk | Piłka siatkowa | Turniej mężczyzn                      | 13 lipca |
| brąz   | Wojciech Kolańczyk | Szermierka     | Szpada indywidualna                   | 5 lipca  |
| brąz   | Anna Mroszczak Kamila Pytka Martyna Swatowska Jagoda Zagała | Szermierka     | Szpada drużynowa                      | 7 lipca  |
| brąz   | Filip Zaborowski | Pływanie       | 800 m stylem dowolnym                 | 8 lipca  |
| brąz   | Patrycja Adamkiewicz | Taekwondo      | –57 kg                                | 9 lipca  |
| brąz   | Patryk Dobek | Lekkoatletyka  | Bieg na 400 m przez płotki            | 11 lipca |
| brąz   | Klaudia Kardasz | Lekkoatletyka  | Pchnięcie kulą                        | 11 lipca |
| brąz   | Katarzyna Furmanek | Lekkoatletyka  | Rzut młotem                           | 12 lipca |
| brąz   | Patrycja Adamkiewicz Gabriela Dajnowicz Magdalena Leporowska Karolina Ziejewska                                                                                        | Taekwondo      | Zawody drużynowe                      | 13 lipca |
| brąz   | Patryk Adamczyk Patryk Dobek Kajetan Duszyński Dariusz Kowaluk Wiktor Suwara                                                                                           | Lekkoatletyka  | 4 × 400 m                             | 13 lipca |

## Kadra
W kadrze reprezentacji Polski znalazło się 117 zawodników.
| Zawodnik              | Data urodzenia            | Dyscyplina     | Uczelnia                                                                    | Płeć |
| --------------------- | ------------------------- | -------------- | --------------------------------------------------------------------------- | ---- |
| Rafał Abramowski      | 23 lutego 1995(dts)       | Lekkoatletyka  | Wyższa Szkoła – Edukacja w Sporcie                                          | M    |
| Patryk Adamczyk       | 5 stycznia 1994(dts)      | Lekkoatletyka  | AWF w Warszawie                                                             | M    |
| Patrycja Adamkiewicz  | 11 czerwca 1998(dts)      | Taekwondo      | AWF w Warszawie                                                             | K    |
| Lidia Augustyniak     | 14 maja 1994(dts)         | Lekkoatletyka  | Wyższa Szkoła Bankowa w Toruniu                                             | K    |
| Natalia Bajor         | 7 marca 1997(dts)         | Tenis stołowy  | Wyższa Szkoła Zarządzania i Administracji w Opolu                           | K    |
| Michał Bańkosz        | 2 kwietnia 1995(dts)      | Tenis stołowy  | Uniwersytet Ekonomiczny we Wrocławiu                                        | M    |
| Michał Basiuras       | 6 stycznia 1996(dts)      | Łucznictwo     | Politechnika Łódzka                                                         | M    |
| Maciej Bielec         | 17 września 1997(dts)     | Szermierka     | AWF we Wrocławiu                                                            | M    |
| Julita Borek          | 24 lutego 1995(dts)       | Strzelectwo    | AWF w Poznaniu                                                              | K    |
| Piotr Borowiec        | 18 października 1999(dts) | Szermierka     | Politechnika Gdańska                                                        | M    |
| Rafał Bugdol          | 2 października 1995(dts)  | Pływanie       | AWF w Katowicach                                                            | M    |
| Dominik Bujak         | 27 kwietnia 1999(dts)     | Pływanie       | Uniwersytet J. Kochanowskiego w Kielcach                                    | M    |
| Konrad Bukowiecki     | 17 marca 1997(dts)        | Lekkoatletyka  | Wyższa Szkoła Policji w Szczytnie                                           | M    |
| Bartosz Cegielski     | 13 maja 1995(dts)         | Szermierka     | AWF w Poznaniu                                                              | M    |
| Kamila Ciba           | 29 marca 1995(dts)        | Lekkoatletyka  | AWF w Poznaniu                                                              | K    |
| Karolina Cieślar      | 26 kwietnia 1996(dts)     | Szermierka     | St. John’s University                                                       | K    |
| Gabriela Dajnowicz    | 5 września 1999(dts)      | Taekwondo      | AWF w Warszawie                                                             | K    |
| Grzegorz Długosz      | 1 lutego 1995(dts)        | Strzelectwo    | Uniwersytet Zielonogórski                                                   | M    |
| Anna Dobek            | 7 czerwca 1996(dts)       | Lekkoatletyka  | AWFiS w Gdańsku                                                             | K    |
| Patryk Dobek          | 13 lutego 1994(dts)       | Lekkoatletyka  | Uniwersytet Szczeciński                                                     | M    |
| Julia Dobińska        | 10 sierpnia 1996(dts)     | Szermierka     | Śląski Uniwersytet Medyczny w Katowicach                                    | K    |
| Damian Domagała       | 23 kwietnia 1998(dts)     | Piłka siatkowa | Wyższa Szkoła Zarządzania i Administracji w Opolu                           | M    |
| Adam Dosz             | 8 listopada 1996(dts)     | Tenis stołowy  | Wyższa Szkoła Administracji i Biznesu im. Eugeniusza Kwiatkowskiego w Gdyni | M    |
| Kajetan Duszyński     | 12 maja 1995(dts)         | Lekkoatletyka  | Politechnika Łódzka                                                         | M    |
| Bartosz Filipiak      | 27 lutego 1994(dts)       | Piłka siatkowa | Wyższa Szkoła Gospodarki w Bydgoszczy                                       | M    |
| Jakub Folwarski       | 3 maja 1996(dts)          | Tenis stołowy  | Wyższa Szkoła – Edukacja w Sporcie                                          | M    |
| Agata Forkasiewicz    | 13 stycznia 1994(dts)     | Lekkoatletyka  | Uniwersytet Medyczny we Wrocławiu                                           | K    |
| Katarzyna Furmanek    | 19 lutego 1996(dts)       | Lekkoatletyka  | Wyższa Szkoła – Edukacja w Sporcie                                          | K    |
| Jan Gąsiorowski       | 15 grudnia 1999(dts)      | Taekwondo      | Wyższa Szkoła Pedagogiki i Administracji im. Mieszka I w Poznaniu           | M    |
| Daniela Georges       | 20 marca 1997(dts)        | Pływanie       | Uniwersytet Arizony                                                         | K    |
| Rafał Gierek          | 24 lutego 1996(dts)       | Lekkoatletyka  | AWF w Warszawie                                                             | M    |
| Jędrzej Gruszczyński  | 13 listopada 1997(dts)    | Piłka siatkowa | Wyższa Szkoła Zarządzania i Administracji w Opolu                           | M    |
| Paweł Halaba          | 14 grudnia 1995(dts)      | Piłka siatkowa | Akademia Leona Koźmińskiego w Warszawie                                     | M    |
| Urszula Hofman        | 16 stycznia 1995(dts)     | Judo           | AWF we Wrocławiu                                                            | K    |
| Maciej Hołub          | 13 marca 1995(dts)        | Pływanie       | AWF w Katowicach                                                            | M    |
| Katarzyna Jankowska   | 14 stycznia 1994(dts)     | Lekkoatletyka  | Wyższa Szkoła Wychowania Fizycznego i Turystyki w Białymstoku               | K    |
| Aleksandra Jeglińska  | 27 grudnia 1999(dts)      | Szermierka     | AWFiS w Gdańsku                                                             | K    |
| Aleksandra Kaleta     | 5 marca 1998(dts)         | Judo           | AWF w Krakowie                                                              | K    |
| Mariola Karaś         | 4 grudnia 1996(dts)       | Lekkoatletyka  | AWF w Krakowie                                                              | K    |
| Klaudia Kardasz       | 2 maja 1996(dts)          | Lekkoatletyka  | Politechnika Opolska                                                        | K    |
| Michał Kędzierski     | 9 sierpnia 1994(dts)      | Piłka siatkowa | Uniwersytet Rzeszowski                                                      | M    |
| Natalia Kochańska     | 18 sierpnia 1996(dts)     | Strzelectwo    | Uniwersytet Warszawski                                                      | K    |
| Wojciech Kolańczyk    | 14 lipca 1999(dts)        | Szermierka     | Wyższa Szkoła Handlowa we Wrocławiu                                         | M    |
| Ada Kołodziej         | 24 maja 1995(dts)         | Lekkoatletyka  | Uniwersytet Warszawski                                                      | K    |
| Katarzyna Komorowska  | 10 kwietnia 1996(dts)     | Strzelectwo    | Uniwersytet Łódzki                                                          | K    |
| Alicja Konieczek      | 2 listopada 1994(dts)     | Lekkoatletyka  | Western Colorado University                                                 | K    |
| Malwina Kopron        | 16 listopada 1994(dts)    | Lekkoatletyka  | Uniwersytet Marii Curie-Skłodowskiej w Lublinie                             | K    |
| Maciej Kowalewicz     | 4 listopada 1999(dts)     | Strzelectwo    | Uniwersytet Warmińsko-Mazurski w Olsztynie                                  | M    |
| Dariusz Kowaluk       | 16 kwietnia 1996(dts)     | Lekkoatletyka  | Uniwersytet Kard. S. Wyszyńskiego w Warszawie                               | M    |
| Rafał Kozłowski       | 23 września 1995(dts)     | Judo           | AWF we Wrocławiu                                                            | M    |
| Łukasz Kozub          | 3 listopada 1997(dts)     | Piłka siatkowa | Wyższa Szkoła Zarządzania i Administracji w Opolu                           | M    |
| Paulina Krzysiek      | 12 sierpnia 1996(dts)     | Tenis stołowy  | Uniwersytet Warszawski                                                      | K    |
| Jakub Książek         | 2 kwietnia 1998(dts)      | Pływanie       | Uniwersytet Stanu Floryda                                                   | M    |
| Daria Kuczer          | 26 lutego 1999(dts)       | Tenis ziemny   | Pepperdine University                                                       | K    |
| Katarzyna Lachman     | 13 listopada 1996(dts)    | Szermierka     | St. John’s University                                                       | K    |
| Karolina Lalak        | 8 czerwca 1998(dts)       | Tenis stołowy  | Akademia Leona Koźmińskiego                                                 | K    |
| Bartłomiej Lemański   | 19 marca 1996(dts)        | Piłka siatkowa | Wyższa Szkoła Zarządzania i Administracji w Opolu                           | M    |
| Magdalena Leporowska  | 22 grudnia 1994(dts)      | Taekwondo      | AWF w Poznaniu                                                              | K    |
| Paulina Ligarska      | 9 kwietnia 1996(dts)      | Lekkoatletyka  | AWFiS w Gdańsku                                                             | K    |
| Bartłomiej Lipiński   | 16 listopada 1996(dts)    | Piłka siatkowa | Wyższa Szkoła Zarządzania i Administracji w Opolu                           | M    |
| Aleksandra Lubicka    | 26 kwietnia 1996(dts)     | Lekkoatletyka  | Uniwersytet Warszawski                                                      | K    |
| Wojciech Lubieniecki  | 8 grudnia 1999(dts)       | Szermierka     | Akademia Górniczo-Hutnicza im. Stanisława Staszica w Krakowie               | M    |
| Oleksii Łysenko       | 24 grudnia 1996(dts)      | Judo           | Uniwersytet Kard. S. Wyszyńskiego w Warszawie                               | M    |
| Vanessa Machnicka     | 13 sierpnia 1998(dts)     | Judo           | Politechnika Poznańska                                                      | K    |
| Mateusz Masłowski     | 13 czerwca 1997(dts)      | Piłka siatkowa | Wyższa Szkoła Zarządzania i Administracji w Opolu                           | M    |
| Piotr Matuszewski     | 22 kwietnia 1998(dts)     | Tenis ziemny   | Uniwersytet Łódzki                                                          | M    |
| Katarzyna Matysiak    | 24 listopada 1998(dts)    | Szermierka     | AWF w Poznaniu                                                              | K    |
| Marta Mazurek         | 20 lipca 1998(dts)        | Szermierka     | Uniwersytet Warszawski                                                      | K    |
| Damian Michalak       | 4 kwietnia 1999(dts)      | Szermierka     | AWF w Katowicach                                                            | M    |
| Albert Millert        | 18 stycznia 1997(dts)     | Taekwondo      | Politechnika Poznańska                                                      | M    |
| Ksawery Morka         | 14 lutego 1996(dts)       | Judo           | AWF w Warszawie                                                             | M    |
| Anna Mroszczak        | 2 października 1997(dts)  | Szermierka     | Politechnika Wrocławska                                                     | K    |
| Agata Naskręt         | 24 listopada 1998(dts)    | Pływanie       | Wyższa Szkoła Kosmetyki i Nauk o Zdrowiu w Łodzi                            | K    |
| Dominik Nazaruk       | 14 października 1996(dts) | Tenis ziemny   | Uczelnia Łazarskiego                                                        | M    |
| Patryk Niemiec        | 18 lutego 1997(dts)       | Piłka siatkowa | Wyższa Szkoła Zarządzania i Administracji w Opolu                           | M    |
| Mateusz Nowak         | 16 maja 1998(dts)         | Taekwondo      | AWF w Warszawie                                                             | M    |
| Jan Nowakowski        | 17 maja 1994(dts)         | Piłka siatkowa | Wyższa Szkoła Gospodarki w Bydgoszczy                                       | M    |
| Ewa Ochocka           | 17 stycznia 1996(dts)     | Lekkoatletyka  | AWF we Wrocławiu                                                            | K    |
| Mateusz Ogrodowczyk   | 7 maja 1998(dts)          | Łucznictwo     | Politechnika Poznańska                                                      | M    |
| Karol Ostrowski       | 2 września 1999(dts)      | Pływanie       | Uniwersytet Szczeciński                                                     | M    |
| Anna Pałys            | 2 marca 1995(dts)         | Lekkoatletyka  | AWF we Wrocławiu                                                            | K    |
| Paulina Peda          | 18 marca 1998(dts)        | Pływanie       | AWF w Katowicach                                                            | K    |
| Paulina Piechota      | 14 maja 1999(dts)         | Pływanie       | Politechnika Łódzka                                                         | K    |
| Bartosz Piszczorowicz | 23 października 1999(dts) | Pływanie       | University of Louisville                                                    | M    |
| Michał Poprawa        | 2 listopada 1994(dts)     | Pływanie       | AWF w Katowicach                                                            | M    |
| Jakub Posadzy         | 14 listopada 1998(dts)    | Taekwondo      | AWF w Warszawie                                                             | M    |
| Łukasz Przybylski     | 24 kwietnia 1994(dts)     | Łucznictwo     | Politechnika Śląska                                                         | M    |
| Kamila Pytka          | 12 czerwca 1994(dts)      | Szermierka     | Szkoła Główna Gospodarstwa Wiejskiego w Warszawie                           | K    |
| Michał Rozmys         | 13 marca 1995(dts)        | Lekkoatletyka  | Uniwersytet Szczeciński                                                     | M    |
| Mikołaj Rudnicki      | 17 grudnia 1998(dts)      | Szermierka     | AWFiS w Gdańsku                                                             | M    |
| Kamil Semeniuk        | 16 lipca 1996(dts)        | Piłka siatkowa | Wyższa Szkoła Zarządzania i Administracji w Opolu                           | M    |
| Paweł Sendyk          | 24 maja 1997(dts)         | Pływanie       | Uniwersytet Kalifornijski                                                   | M    |
| Aneta Stankiewicz     | 10 lutego 1995(dts)       | Strzelectwo    | Uniwersytet K. Wielkiego w Bydgoszczy                                       | K    |
| Damian Stępień        | 12 kwietnia 1994(dts)     | Judo           | Uczelnia Łazarskiego                                                        | M    |
| Kacper Stokowski      | 6 stycznia 1999(dts)      | Pływanie       | Uniwersytet Florydy                                                         | M    |
| Bartłomiej Stój       | 15 maja 1996(dts)         | Lekkoatletyka  | Politechnika Opolska                                                        | M    |
| Wiktor Suwara         | 24 lipca 1996(dts)        | Lekkoatletyka  | AWF w Warszawie                                                             | M    |
| Martyna Swatowska     | 8 lipca 1994(dts)         | Szermierka     | AWF w Katowicach                                                            | K    |
| Mikołaj Szaferski     | 16 czerwca 1997(dts)      | Taekwondo      | Wyższa Szkoła Pedagogiki i Administracji im. Mieszka I w Poznaniu           | M    |
| Dominika Sztandera    | 19 stycznia 1997(dts)     | Pływanie       | AWF we Wrocławiu                                                            | K    |
| Magdalena Śmiałkowska | 17 grudnia 1997(dts)      | Łucznictwo     | Politechnika Łódzka                                                         | K    |
| Joanna Tomala         | 1 lutego 1994(dts)        | Strzelectwo    | Akademia Marynarki Wojennej im. Bohaterów Westerplatte w Gdyni              | K    |
| Renata Tomczak        | 29 maja 1999(dts)         | Szermierka     | Politechnika Poznańska                                                      | K    |
| Sandra Wabik          | 22 października 1995(dts) | Tenis stołowy  | Wyższa Szkoła – Edukacja w Sporcie                                          | K    |
| Marcel Wągrowski      | 19 grudnia 1999(dts)      | Pływanie       | Politechnika Łódzka                                                         | M    |
| Adrian Więcek         | 27 czerwca 1995(dts)      | Tenis stołowy  | Wyższa Szkoła Administracji i Biznesu im. Eugeniusza Kwiatkowskiego w Gdyni | M    |
| Piotr Wójtowicz       | 16 września 1996(dts)     | Taekwondo      | Szkoła Główna Gospodarstwa Wiejskiego w Warszawie                           | M    |
| Alicja Wrona          | 11 stycznia 1996(dts)     | Lekkoatletyka  | Politechnika Lubelska                                                       | K    |
| Marcin Wrotyński      | 11 marca 1996(dts)        | Lekkoatletyka  | Uniwersytet Ekonomiczny w Poznaniu                                          | M    |
| Weronika Wyka         | 7 stycznia 1994(dts)      | Lekkoatletyka  | AWF w Warszawie                                                             | K    |
| Daria Zabawska        | 16 kwietnia 1995(dts)     | Lekkoatletyka  | Uniwersytet Marii Curie-Skłodowskiej w Lublinie                             | K    |
| Jagoda Zagała         | 27 czerwca 1994(dts)      | Szermierka     | AWF w Katowicach                                                            | K    |
| Anna Załęczna         | 15 listopada 1995(dts)    | Judo           | Uniwersytet M. Kopernika w Toruniu                                          | K    |
| Filip Zaborowski      | 25 lipca 1994(dts)        | Pływanie       | Wyższa Szkoła Kosmetyki i Nauk o Zdrowiu w Łodzi                            | M    |
| Katarzyna Zdziebło    | 28 listopada 1996(dts)    | Lekkoatletyka  | Uniwersytet Rzeszowski                                                      | K    |
| Karolina Ziejewska    | 22 grudnia 1994(dts)      | Taekwondo      | Uniwersytet Warmińsko-Mazurski w Olsztynie                                  | K    |
| Sylwia Zyzańska       | 27 lipca 1997(dts)        | Łucznictwo     | AWF w Krakowie                                                              | K    |